# Klíšťová encefalitida
Klíšťová encefalitida (též klíšťový zánět mozku) je infekční virové onemocnění vyvolané virem klíšťové encefalitidy, které se projevuje příznaky podobnými chřipce, horečkou a u některých pacientů meningoencefalitidou, zánětem mozku a zánětem mozkových blan. Většina nakažených osob však nevykazuje žádné příznaky onemocnění. Úmrtnost je sice nízká, ale často dochází k trvalým následkům.
Nemoc, způsobená původci ze skupiny Flaviviridae, se přenáší kousnutím (přisátím) infikovaného klíštěte, především klíštěte obecného (Ixodes ricinus); méně často konzumací syrového mléka od infikovaného zvířete. Kauzální léčba klíšťové encefalitidy neexistuje, léčba je pouze symptomatická. Kromě obecných ochranných opatření, jako je nošení oblečení zakrývajícího tělo a kontrola těla po návštěvě lesa, lze za preventivní opatření považovat aktivní očkování vakcínou proti klíšťové encefalitidě. Na národních úrovních se různě liší a je různými úřady doporučováno všem osobám, které pobývají, pracují nebo cestují v „rizikových“ nebo endemických oblastech.
Počet hlášených případů se ve většině zemí zvyšuje. Klíšťová encefalitida představuje pro Evropu znepokojivou zdravotní výzvu, protože počet hlášených případů klíšťové encefalitidy u lidí ve všech endemických oblastech Evropy se za poslední tři desetiletí zvýšil téměř o 400 %.
Je známo, že virus klíšťové encefalitidy infikuje řadu hostitelů včetně přežvýkavců, ptáků, hlodavců, masožravců, koní a lidí. 

## Onemocnění
Inkubační doba klíšťové encefalitidy bývá 7 až 14 dnů, může být však i měsíc. Obecně lze říci, že nemoc probíhá hůře u dospělých než u dětí a že po setkání s virem získává člověk s normálně pracujícím imunitním systémem imunitu proti typu viru, který jej napadl, a případně i proti příbuzným virům. Tato imunita však není trvalá, postupem času slábne. Získaná imunita (promořenost) je však i v rizikových oblastech velmi nízká. Nemoc může mít podobu jen lehkých bolestí hlavy a zvýšené teploty nebo (ve druhé fázi) těžký průběh spojený s prudkými bolestmi hlavy, vysokými horečkami, dezorientací, poruchami motorické koordinace, ztuhnutím šíje, atd. Při těžkém průběhu může dojít k úmrtí nebo k dlouhodobějším či doživotním následkům v podobě ochrnutí, poruchám soustředění či snížení intelektuálního výkonu.

## Přenos

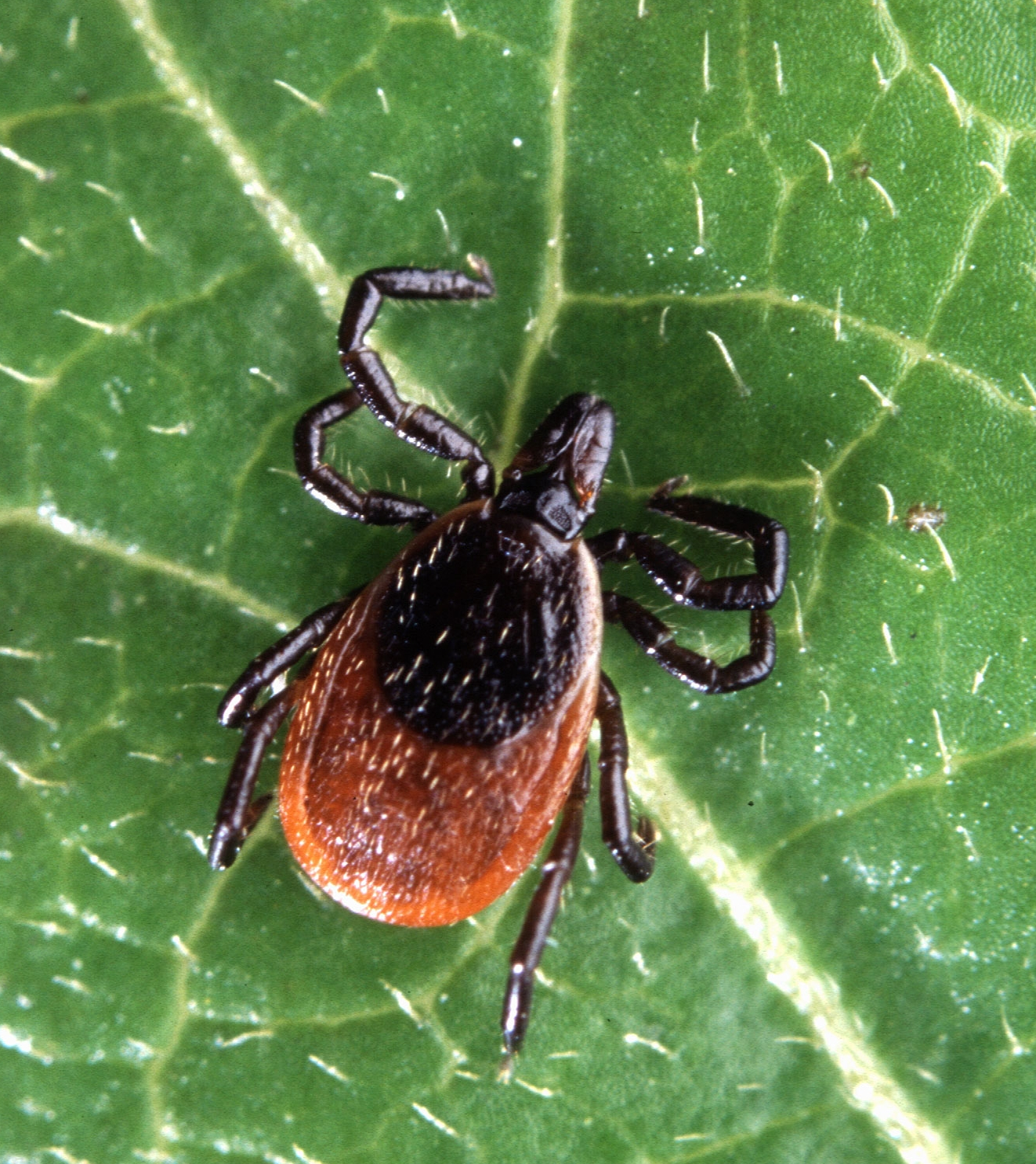
Dospělé klíště druhu Ixodes scapularis.

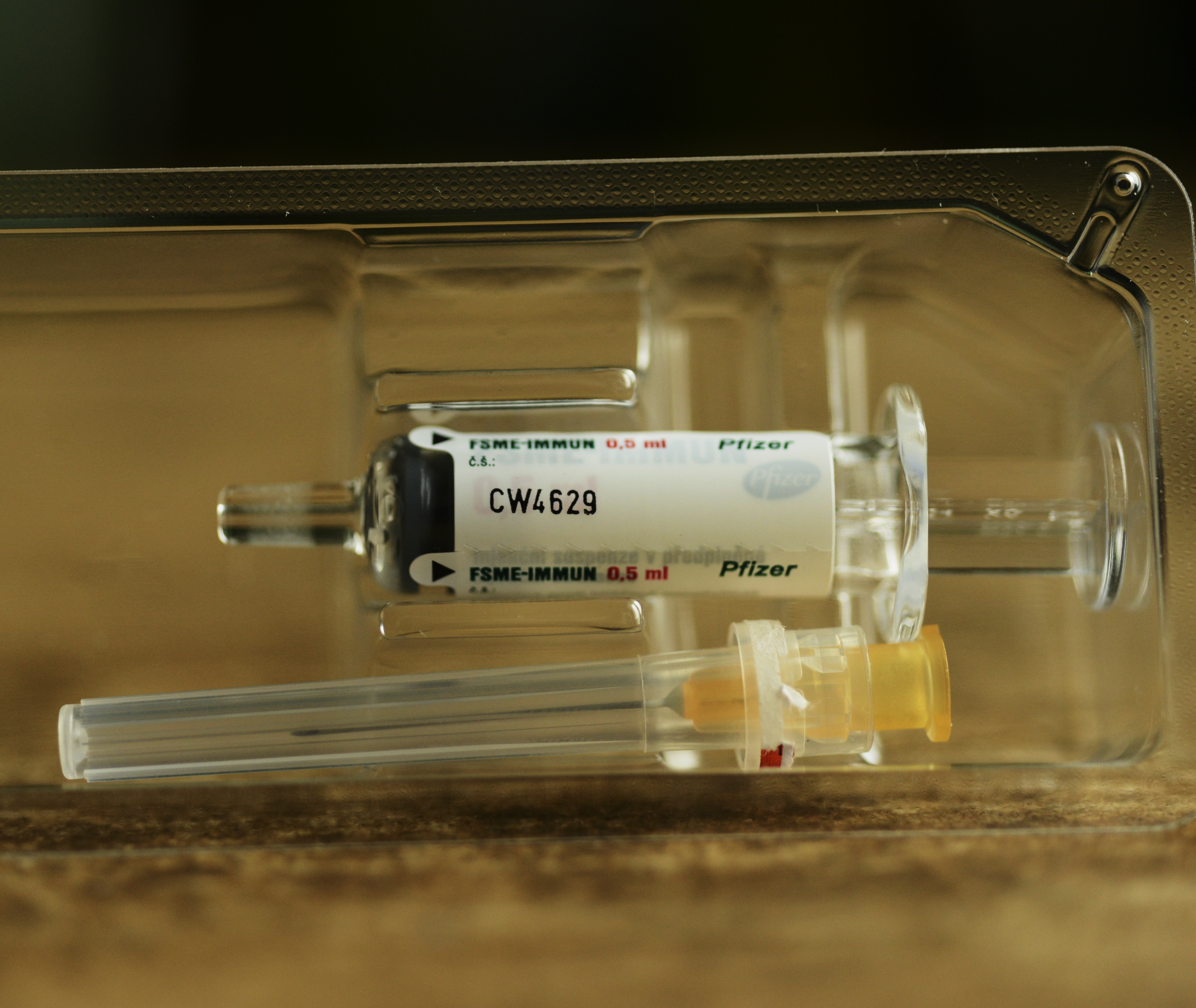
Očkovací sada na klíšťovou encefalitidu

Hlavní přenos se odehrává prostřednictvím infikovaných klíšťat, přičemž přirozeným rezervoárem virů jsou zejména hlodavci. Existuje i přenos alimentární cestou skrz tepelně neupravený kozí či ovčí sýr a mléčné výrobky. Známý je případ epidemie ze slovenské Rožňavy, kde v roce 1951 onemocnělo na 600 lidí touto nemocí v důsledku konzumace infikovaného mléka. V roce 1999 bylo na Vsetínsku v České republice diagnostikováno 22 případů, u nichž k nakažení došlo patrně v důsledku pozření ovčího sýra vyrobeného z infikovaného mléka. Nemoci, u nichž došlo k přenosu alimentární cestou, mají zpravidla lehčí průběh.

## Prevence a podpůrná léčba
Relativně účinnou prevencí je očkování, jelikož se však klíšťová encefalitida vyskytuje v řadě typů a očkování nebývají komplexní, je třeba zvolit očkovací látku postihující rizika dané oblasti (např. střední Evropy). Očkování proti konkrétním typům poskytuje i částečnou imunitu proti sérologicky příbuzným typům, ale tato poučka neplatí zcela obecně. Očkování se doporučuje u lidí pracujících v rizikových profesích či zabývajících se rizikovými činnostmi (např. tábory v přírodě). Zejména v rizikových oblastech s podílem infikovaných klíšťat přesahujícím obvyklé 1 %. Po přeočkování po 3 letech je nutné neustálé přeočkovávání po 5 až 6 letech. 
Jedinou možnou léčbu představuje podpůrná léčba (vitamíny a léky tlumící sekundární projevy nemoci) a klid na lůžku. U závažných případů se podává interferon.

## Rozšíření
Nemoc se vyskytuje na řadě míst v Evropě a Asii a je spojena s rozšířením klíšťat. Většina případů je soustředěna do ohniskových oblastí, kde se infikovaná klíšťata v hojné míře vyskytují. Počet případů dlouhodobě mírně roste a plocha rizikových oblastí se pomalu rozšiřuje.

## Česko
V Česku představují nejvíce rizikovou oblast jižní Čechy a obecně okolí Vltavy a Berounky, kromě toho se za vysoce rizikové označují některé části Jeseníků a Českomoravské vrchoviny. V Českých Budějovicích se výzkumem klíšťové encefalitidy intenzivně zabývají vědci z Parazitologického ústavu AV ČR.
V roce 2014 očkování vyhledalo 23 % české populace, nárůst je připisován kladnému postoji zdravotních pojišťoven a jejich fondům prevence. Pro srovnání – proočkovanost v Rakousku je přes 80 % a tomu odpovídá pokles závažných onemocnění na desetinu. V ČR ve sledovaném období počet onemocnění dvojnásobně vzrostl. Proočkovanost proti klíšťové encefalitidě byla v Česku i v roce 2021 stále nízká – 33 %. Pro srovnání – v Rakousku je přes 80 %. Výskyt případů tohoto onemocnění přitom stále roste a v roce 2020, kdy úřady evidovaly 854 případů nákazy, byl dokonce nejvyšší za posledních devět let. Očkování je se spoluúčastí, ve věku nad 50 let plně hrazeno pojišťovnami.

## Rozdíl od meningitidy
V běžné populaci bývá zaměňován pojem klíšťová encefalitida s pojmy meningitida nebo meningokok.
- Onemocnění vyvolané bakterií Neisseria meningitidis (meningokok) je přenosné výhradně mezi lidmi (interhumánně). Například očkování v Česku plně hradí zdravotní pojišťovny dětem i dospělým.
- Meningitida čili zánět mozkových blan je vyvoláván především viry, bakteriemi či jinými mikroorganismy. Napříkad očkování v Česku plně hradí zdravotní pojišťovny dětem, rizikovým pacientům a lidem ve věku nad 65 let.